# يوم السند الثقافي
يوم السند الثقافي يُحتفل به بشغف كبير، حيث يسلط الضوء على التراث الغني لثقافة السند التي تمتد لقرون، يقام هذا الإحتفال في جميع أنحاء السند، و كذلك بين الجاليات السندية المنتشرة في مختلف أنحاء العالم. و يعتبر هذا اليوم مناسبة لإظهار الهوية للثقافة السندية و الإحتفاء بها،  و تسليط الضوء نحو تراث السند الغني و ثقافته.  خلال هذا اليوم يتجمع الناس في المدن الكبرى في السند مثل نوادي الصحافة و غيرها من الأماكن، حيث تُنظم أنشطة مختلفة من التجمعات الأدبية، و يتجمعون في مكان و يجلسون في دائرة حول نار مشتعلة على العصي في الوسط، بالإضافة إلى الحفلات الموسيقية و الندوات، و برامج المحاضرات. يعتبر هذا اليوم رمزًا لحضارة وادي السند القديمة.